# Яков Галич
Яков Борисович Гальперин, псевдонимы Яков Галич, Николай Первач (апрель 1921, Киев — май 1943, Киев) — советский поэт, журналист, писал на русском и украинском языках.

## Биография
Обучался в 6-й средней школе с украинским языком преподавания на Урядовой площади (ныне Михайловская площадь, сейчас в этом доме функционирует Дипломатическая академия Украины). Посещал литературную студию при Киевском дворце пионеров и октябрят в помещении бывшего Купеческого собрания (ныне Национальная филармония), которой руководил литературный критик Е. Адельгейм. В студии общался с Семёном Гудзенко, Марком Бердичевским, Наумом Манделем (Н. Коржавиным), двое последних вспоминали своего старшего киевского товарища и его российские довоенные стихи. Ещё до войны имел публикации, использовал псевдоним Яков Галич. Принимал участие во Всеукраинском литературном конкурсе к 125-летию со дня рождения Т. Шевченко, стал лауреатом конкурса и был награждён стипендией Народного комиссариата просвещения. С 1940 г. Яков — студент-филолог Киевского государственного университета им. Т. Шевченко, где тогда преподавали, в частности, профессора А. Оглоблин, К. Штепа, с которыми позднее ему довелось близко общаться в годы немецкой оккупации Киева.
Семья из четырёх человек (родители, он и сестра) перед войной жила на Малой Васильковской улице (Шота Руставели).
По состоянию здоровья Яков не был военнообязанным (хромота как последствие перенесённого в детствео полиомиелита), поэтому его не мобилизовали с началом войны. Летом 1941 г. он проработал на окопных работах, из Киева не эвакуировался. Некоторое время после прихода немецких войск скрывался в семье Светозара Драгоманова. С помощью его и Изидоры Косач-Борисовой, сестры Леси Украинки, которая имела тесные контакты с сотрудниками городской управы, членами походных групп ОУН(м), Гальперин смог получить удостоверение личности на имя «Яков Галич» и легализоваться. Начал сотрудничество в оуновских газетах «Украинское слово», «Литавры» под псевдонимом «Николай Первач», стал членом Союза украинских писателей, организованного Еленой Телигой.
Уже после запрета мельниковских газет и первых волн арестов оуновцев в Киеве, Телига в одном из последних своих писем от 15 января 1942 г. к деятелю ОУН В. Лащенко, рассказывая о событиях и настроениях в оккупированном гитлеровцами Киеве, пишет: "Я[ков] засыпает меня теперь очень добрыми стихами с посвящениями и без посвящений мне, но стихами насквозь «нашими».
Очевидно, с подачи Е. Телиги в пражском журнале «Пробоем» № 1 (январь 1942 г.) рядом со стихами авторов «Литавров» Анатолия Всадника и Михаила Сытника было напечатано стихотворение Николая Первача «Ты, лютая ненависть, владычица моя…». Это последняя из известных прижизненных публикаций поэта. Стихотворение датировано 1940 годом, что может свидетельствовать о настроениях автора ещё в годы советской власти.
Аресты киевских оуновцев в период декабрь 1941 — февраль 1942, в том числе В. Телиги и других сотрудников украинской прессы и членов СПУ, обошли Якова Галича. Гестаповцы арестовали его весной 1943 г. по доносу довоенного знакомого-соседа Левитина.

## Публикации
- Яков Галич. Про ямб и штамп // Литературная газета. Киев. 20 июня 1941 г.
- Николай Первач. Сквозь пот, слезы и кровь // Украинское слово. Киев. № 30. 14.10.1941. С. 3. Ш. 1-3.
- Николай Первач. Слова и дела Иосифа Сталина // Украинское слово. Киев. № 34. 18.10.1941. С. 1. Ш. 2-5.
- Первач Николай. Вьюга идет! (стих II) // Літаври. Киев. № 1. 16.11.1941. С. 2. Ш. 1.
- Первач Николай. Литература в закутке: статья первая // Літаври. Киев. № 2. 23.11.1941. С. 3. Ш. 1-3.
- Первач Николай. Смех (стих) // Літаври. Киев. № 3. 30.11.1941. С. 2. Ш. 4-5.
- Николай Первач. «Ты, лютая ненависть, владычица моя…» (стихотворение) // Пробоем. Прага. 1942. № 1 (102), январь. С. 3.
- Яков Гальперин (Яков Галич, Николай Первач) // Пятнадцать поэтов — пятнадцать судеб. — К., 2002. — С. 81.
- «Сто русских поэтов о Киеве» (К., 2001),
- «Сто поэтов о любви» (К., 2002).